# Ch'angsŏng-gun
Ch'angsŏng-gun (koreanska: 창성군) är en kommun i Nordkorea.   Den ligger i provinsen Norra P'yŏngan, i den västra delen av landet, 160 km norr om huvudstaden Pyongyang.